# Atlanta Botanical Garden

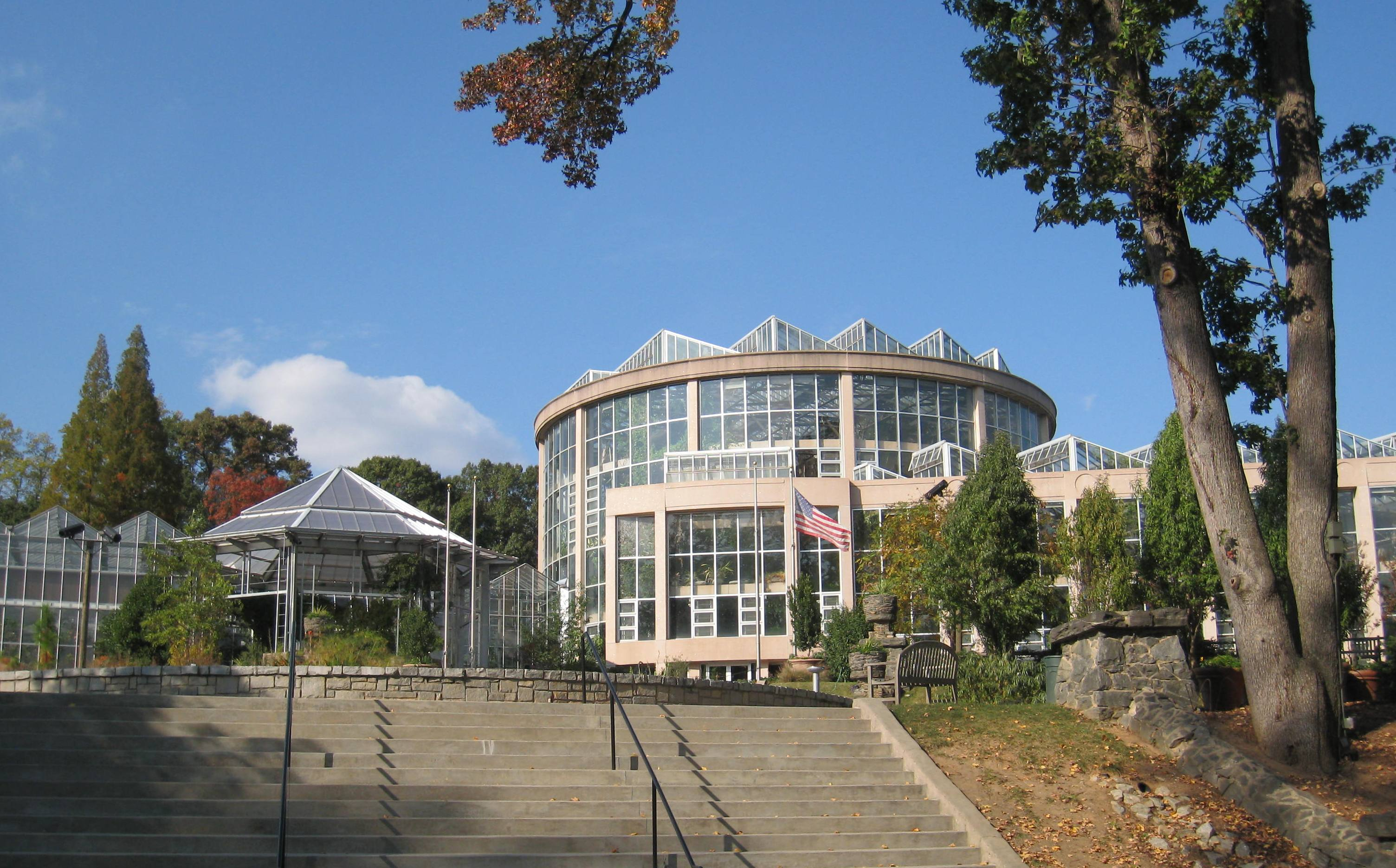
Dorothy Chapman Fuqua Conservatory, Atlanta Botanical Garden (2007)

De Atlanta Botanical Garden is een botanische tuin van 12 hectare in Piedmont Park (Midtown Atlanta, Atlanta, Georgia, Verenigde Staten).
De botanische tuin bevat een aantal landschappen met diverse plantensoorten. Nabij de ingang zijn een aantal formele tuinen, waaronder een Japanse tuin, een kruidentuin en een rosarium. Er zijn twee bosachtige terreinen, het Upper Woodland van 20.000 m² en Storza Woods van 40.000 m². Deze terreinen bevatten grote bomen en een [ondergroei van schaduw minnende planten. Children's Garden bevat grillige sculpturen, fonteinen en educatieve tentoonstellingen over botanie, ecologie en voeding. De broeikas Dorothy Chapman Fuqua Conservatory beslaat 1500 m² en heeft verschillende planten uit tropische regenwouden en woestijnen. Het gedeelte met tropisch regenwoud wordt ook bewoond door tropische vogels, schildpadden en heeft een tentoonstelling van pijlgifkikkers. Aangrenzend aan Dorothy Chapman Fuqua Conservatory ligt Fuqua Orchid Center met meerdere kamers met nagebootste tropische klimaten en grote hoogtes om orchideeën van over de hele wereld te kunnen huisvesten.
De botanische tuin beschikt over een bibliotheek, de Sheffield Library. Deze bibliotheek is aangesloten bij de Council on Botanical and Horticultural Libraries, een internationale organisatie van individuen, organisaties en instituten die zich bezighouden met de ontwikkeling, het onderhouden en het gebruik van bibliotheken met botanische literatuur en literatuur over tuinen.

## Geschiedenis

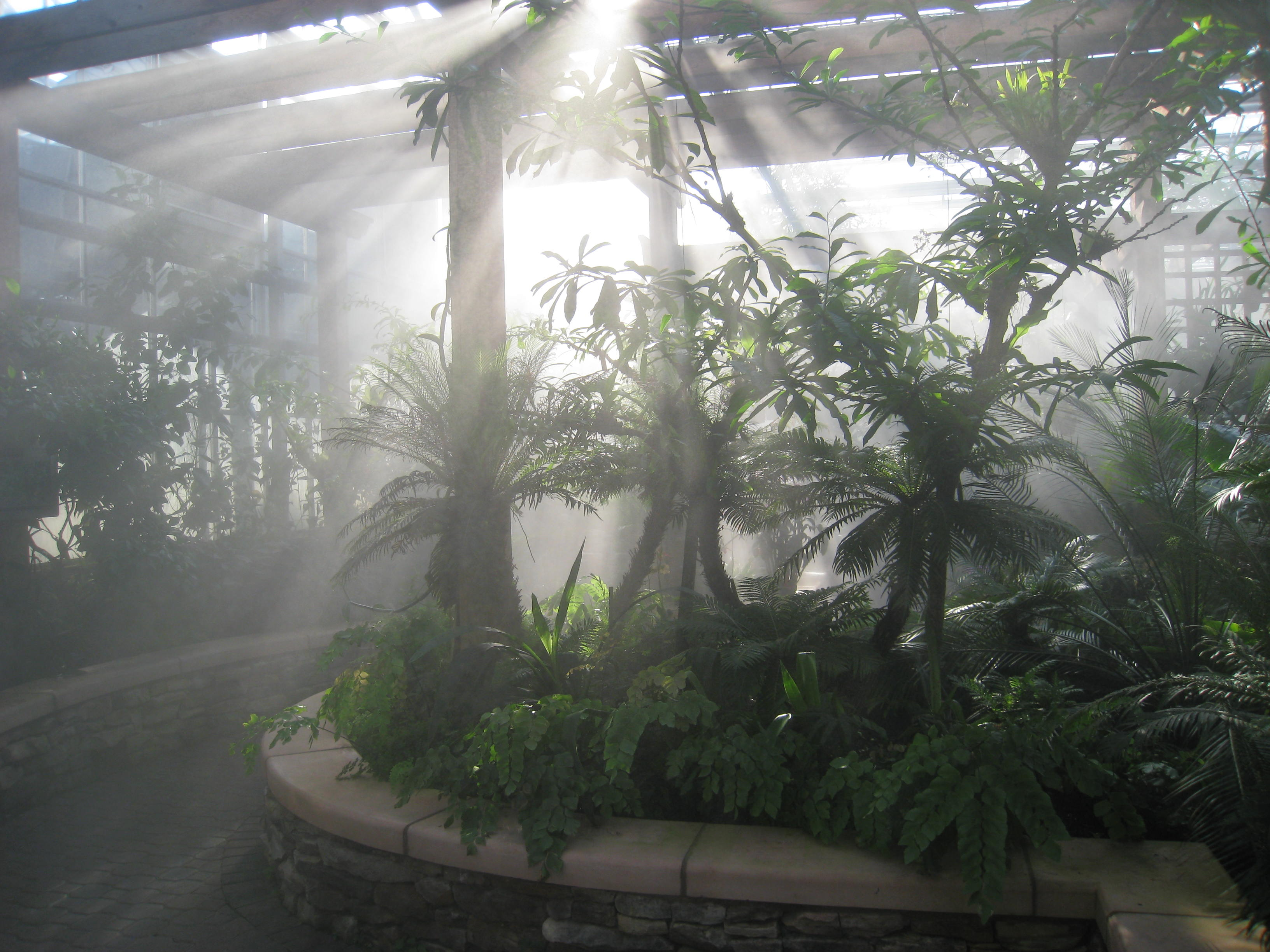
Orchideeënkas in de Atlanta Botanical Garden (2007)

De botanische tuin werd in 1976 opgericht. In 1985 werd het eerste permanente bouwwerk aangelegd, Gardenhouse (tuinhuis). Children's Garden werd in 1999 aangelegd. Dorothy Chapman Fuqua Conservatory opende zijn deuren in 1989 en Fuqua Orchid Center werd in 2002 geopend.
In 2004 vond er in de botanische tuin een succesvolle kunsttentoonstelling van glazen kunst van Dale Chihuly plaats, waarvan de afsluiting tot twee keer toe werd uitgesteld, eerst tot eind oktober en daarna uiteindelijk tot 31 december 2004. Gedurende de acht maanden die de tentoonstelling duurde, bezochten naar schatting zo'n 360.000 mensen de tentoonstelling. Er werden pieken gemeten van 7500 bezoekers per dag, wat het dubbele was van het record dat voor de opening van de tentoonstelling werd gemeten.
In mei 2004 stelden de leiding van de botanische tuin en Piedmont Park voor om een zes verdiepingen tellende parkeergarage met plaats voor 760 auto’s aan te leggen in Piedmont Park om grote evenementen te kunnen organiseren en om bezoekers te kunnen ontvangen. Ondanks felle oppositie van omwonenden stemde een meerderheid van de gemeenteraad van Atlanta in met de aanleg van de parkeergarage. Het begin van de aanleg is in 2007 gepland.
Op 29 april 2006 opende een tentoonstelling van de beelden van Niki de Saint Phalle. De beelden kwamen vanuit Frankrijk, Duitsland en Californië naar de botanische tuin.
In 2007 heeft de Atlanta Botanical Garden zich aangesloten bij Center for Plant Conservation, een non-profit netwerk van meer dan dertig botanische instituten, dat zich richt op de bescherming en het herstel van de inheemse flora van de Verenigde Staten. Tevens is de tuin lid van de American Public Gardens Association en van Botanic Gardens Conservation International, een non-profitorganisatie die botanische tuinen samen wil brengen in een wereldwijd samenwerkend netwerk om te komen tot het behoud van de biodiversiteit van planten.

## Ampibian Ark

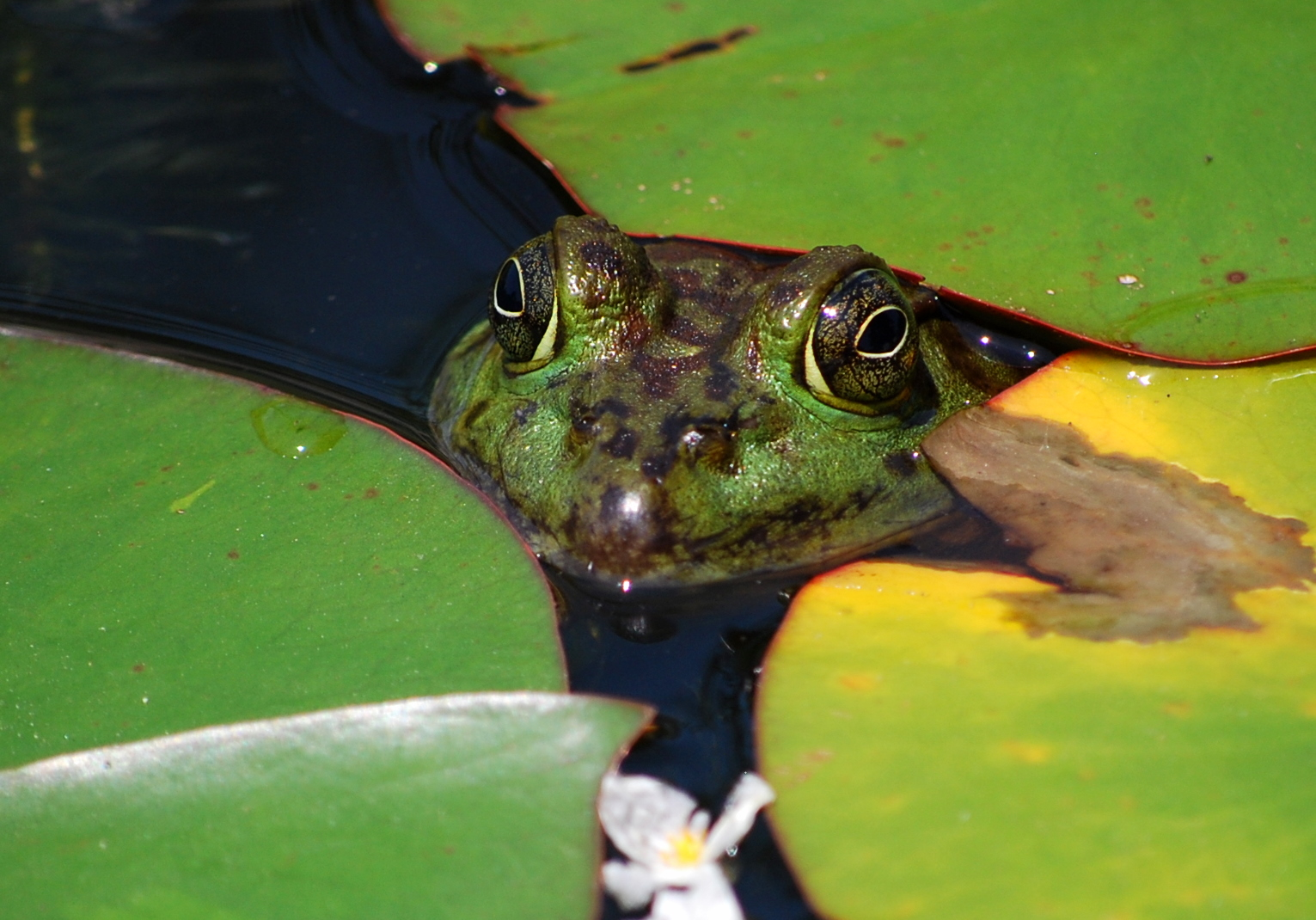
Kikker

Atlanta Botanical Garden speelt een belangrijke rol in projecten voor de bescherming van amfibieën uit zuidelijk Midden-Amerika. De botanische tuin heeft twee themaverblijven: "Frogs of Costa Rica" met Cochranella sp., de gouden gifkikker en de makikboomkikker, en "Frogs of Panama" met Anotheca spinosa, Bufo coniferus, Colostethus pratti en Pristimantis gaigeae. Daarnaast worden ook Cruziohyla calcarifer, de enige Ecnomiohyla rabborum wereldwijd en Hemiphractus fasciatus gehouden, naast andere neotropische en regionale amfibiesoorten.